# 鈴川りか
鈴川 りか（すずかわ りか、1997年7月19日 - ）は、日本の女性アイドルグループ「ラルムーン」の元メンバーである。株式会社CLUSTAR.所属。
以前は芸能事務所フィットに所属し、リンクSTAR'sのメンバーとして活動。その後DollyKissとしても活動した。

## 略歴
- 2017年10月20日：DollyKissのメンバーとしてデビュー。
- 2018年3月30日：DollyKiss活動休止。
- 2019年7月29日：渋谷ストリームホールで開催された『SHIBUYAアイドルストリーマーズSPECIAL』でラルムーンとしてプレデビュー。[2]
- 2019年9月23日：東京芸術センター天空劇場で、ラルムーン お披露目デビュー単独公演 『リスタート〜七色の未来へ〜』を開催。ラルムーンとして正式に活動を開始。[3]
- 2020年9月22日：ラルムーンを卒業。
- 2021年8月13日：天使にはなれないのメンバーとなることが発表された[4]。

## 人物
- 趣味はカラオケ、料理。
- 特技はダンス、タップダンス。